# Banque du Mexique

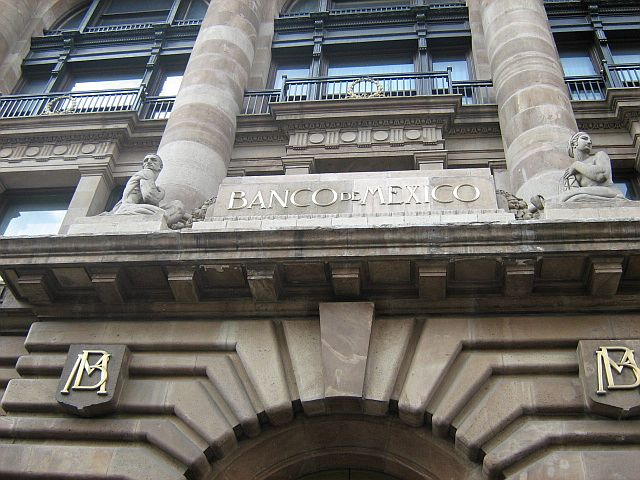

La Banque du Mexique (en espagnol : Banco de México) est la banque centrale du Mexique.
Elle fournit de nombreux statistiques économiques sur son site, notamment :
- la croissance du PIB

## Missions
- création de la monnaie (billets, pièces)
- contrôle de la masse monétaire
- contrôle du taux de change

## Instruments
- Taux directeur
- Le corto

## Gouverneurs
- Alberto Mascareñas Navarro (1925-1932)
- Agustín Rodríguez (1932-1935)
- Gonzalo Robles Fernández (1935-1935)
- Luis Montes de Oca (1935-1940)
- Eduardo Villaseñor Ángeles (1940-1946)
- Carlos Novoa Rouvignac (1946-1952)
- Rodrigo Gómez Gómez (1952-1970)
- Ernesto Fernández Hurtado (1970-1976)
- Gustavo Romero Kolbeck (1976-1982)
- Carlos Tello Macías (1982-1982)
- Miguel Mancera Aguayo (1982-1997)
- Guillermo Ortiz Martínez (1998-2009)
- Agustín Carstens (2009-2017)
- Alejandro Díaz de León Carrillo (2017-)

## Histoire
- 1er septembre 1925 : création officielle de la banque
- juillet 1931 : promulagation de la Ley Monetaria
- 1935 : crise de l'argent (le prix du  métal avait fortement grimpé)

## Remarques
La Banque du Mexique est parfois appelé Banxico. En espagnol, on rencontre fréquemment l'abréviation BdeM (pour Banco de México)